# 1413
Năm 1413 là một năm trong lịch Julius.